# Liberato Pezzoli
Liberato Pezzoli (Argenta, 9 gennaio 1898 – ...) è stato un giornalista e politico italiano, parlamentare e condirettore de Il Lavoro Fascista.
Viene eletto parlamentare il 24 marzo 1929, giura il 20 aprile 1929 e la sua nomina è convalidata il 2 maggio 1929.
Dopo pochi mesi, il 18 dicembre, rassegna le dimissioni da parlamentare per un processo per pederastia